# Регаладо Эррера, Эктор Антонио
Эктор Антонио Регаладо Эррера (исп. Héctor Antonio Regalado Herrera) — сальвадорский ультраправый боевик и политик, организатор группировки FAR, командир эскадронов смерти. Активный участник гражданской войны. Руководящий активист партии ARENA, начальник охраны и безопасности майора д’Обюссона. Обвиняется в убийстве архиепископа Ромеро, но формально не осуждён.

## Дантист-стрелок
Происхождение Эктора Антонио Регаладо не вполне ясно. Информация о дате и месте рождения Эктора Антонио Регаладо в открытых источниках отсутствует. Имеющиеся данные позволяют предположить, что он родился во второй половине 1940-х. Одни авторы называют его сальвадорским землевладельцем, другие — кубинским профессиональным преступником, скрывавшимся в Сальвадоре. Интересно, что исследователям не удаётся обнаружить его фотографий.
Достоверно известно, что Эктор Антонио Регаладо жил в городке Сантьяго-де-Мария примерно в 60 километрах от Сан-Сальвадора. Работал дантистом, был известен как квалифицированный стоматолог. Увлекался стрельбой, отлично владел огнестрельным оружием, освоил профессию стрелка-инструктора. Имел прозвище Доктор Эктор или Док.
Эктор Антонио Регаладо придерживался праворадикальных антикоммунистических взглядов. Состоял в ультраправой организации FALANGE (Fuerzas Armadas de Liberación Anticomunista — Guerra de Eliminación — Вооружённые силы антикоммунистического освобождения — Война на истребление). Был непримиримым врагом компартии и левых повстанческих движений, от которых ожидал установления марксистской диктатуры. По утверждению левых источников, Доктор Эктор обеспечивал охрану и безопасность предпринимательского семейства Льяк (Маргарита Льяк — жена Альфредо Кристиани, президента Сальвадора в 1989—1994). Регаладо являлся активным сторонником майора Роберто д’Обюссона, лидера ультраправых сил Сальвадора.

## Молодёжный «эскадрон»
С середины 1970-х годов в Сальвадоре резко обострилась политическая ситуация. Эктор Антонио Регаладо, отличавшийся организаторскими способностями и даром убеждения, создал в Сантьяго-де-Мария ультраправый эскадрон смерти — один из первых в стране. Группировка называлась по имени основателя: Вооружённые силы Регаладо (Fuerzas Armadas de Regalado, FAR). Особенность FAR заключалось в преимущественном членстве молодёжи из местной скаутской организации. Боевики FAR взяли на себя охрану местных кофейных и хлопковых латифундий от партизанских атак.
Юноши и девушки под командованием Регаладо совершали нападения и убийства левых активистов и марксистских партизан. Их действия временами отличались особой жестокостью. В FAR существовало понятие «списки Дока» — перечень приговорённых к смерти и подлежащих ликвидации. Сам Регаладо применял на допросах пытки, используя профессиональные навыки.
Действия FAR носили не только политический, но и криминально-рэкетирский характер. Регаладо требовал от землевладельцев оплаты охранных услуг, стоимость которых составляла около 100 долларов в час. Чтобы убедить их в необходимости денежных взносов, Регаладо организовывал угрожающие звонки от имени партизан, после чего боевики FAR совершали нападения на латифундии.
При этом внутри FAR практиковалась самая жёсткая диктатура, беспрекословное повиновение, культ лидера и жестокие наказания, вплоть до убийств. Среди убитых были и свои боевики, к которым Регаладо по той или иной причине утрачивал доверие либо считал нужным обеспечить молчание. 27 декабря 1980 были убиты десять человек (включая девушку по имени Дора Алисия, которая вместе с братом Рамиро причислялась к «самым кровавым» из боевиков).

История бойскаутов Сантьяго-де-Мария страшна даже по меркам сальвадорских «эскадронов смерти».

## «Спецназ» майора д’Обюссона

### Убийство архиепископа Ромеро
Эктор Антонио Регаладо полностью поддерживал майора д’Обюссона, его организации Союз белых воинов и Национальный широкий фронт. Это касалось не только антикоммунизма, но и враждебности к левым католическим священникам, особенно иезуитам. 24 марта 1980 был убит архиепископ Сан-Сальвадора Оскар Арнульфо Ромеро, которого д’Обюссон и его сторонники считали главным пособником коммунистов. Впоследствии расследование установило, что приказ об убийстве отдал д’Обюссон, а Регаладо принадлежал к группе организаторов. К прозвищам Регаладо прибавилось Доктор Смерть.
Незадолго до убийства Регаладо сообщал боевикам FAR, что в скором времени они «заживут как на небесах», поскольку майор д’Обюссон станет президентом. Правящая Революционная правительственная хунта увязала совокупность событий в подготовку государственного переворота.
7 мая 1980 года д’Обюссон с группой своих приближённых был арестован, но вскоре освобождён. Эктор Антонио Регаладо заранее сумел бежать в Гватемалу. Там он поддерживал контакты сальвадорских ультраправых с Движением национального освобождения Марио Сандоваля Аларкона, а также установил связь с первой группой никарагуанских контрас — Легионом 15 сентября Рикардо Лау.

### «Эскадрон» Конституционной ассамблеи
В 1982 Регаладо вернулся в Сальвадор. Он присоединился к партии д’Обюссона Националистический республиканский альянс (ARENA). После успеха ARENA на выборах в Конституционную ассамблею Роберто д’Обюссон был избран председателем ассамблеи. Он сразу назначил Эктора Антонио Регаладо начальником службы безопасности Конституционной ассамблеи.

Д’Обюссон и Регаладо превратили офис законодательной власти в центральный штаб «эскадронов смерти». Один из телохранителей д’Обюссона говорил The Washington Post, что каждую ночь люди выходили оттуда убивать. Около 40 человек получали приказы Регаладо, брали оружие со склада на втором этаже здания и шли на улицы.

Эктор Антонио Регаладо возглавлял также службу безопасности ARENA и личную охрану д’Обюссона. Врач-стоматолог фактически курировал силовую систему ARENA (при том, что в окружении майора было достаточно опытных военных). Во время гражданской войны партийные «эскадроны» участвовали в боестолкновениях с ФНОФМ, совершали нападения, теракты, убийства левых активистов.
В то же время боевики Регаладо подключались к операциям против наркомафии вместе с американским Управлением по борьбе с наркотиками. На эту связь Регаладо вышел по собственной инициативе и был принят в качестве инструктора по стрельбе (хотя официальные представители США). В сальвадорской резидентуре ЦРУ о Регаладо образно отзывались как о «дантисте, который лечит зубы без анестезии» и называли «Ангелом смерти».

### Выдвижение обвинений
С 1984 — после поражения д’Обюссона на президентских выборах — сальвадорские власти начали предъявлять Эктору Антонио Регаладо обвинения в политических убийствах. В 1989 правительство христианского демократа Хосе Наполеона Дуарте на основании данных расследования идентифицировала Регаладо как участника убийства Ромеро. Обвинительные показания на Регаладо дал водитель «эскадрона смерти» Амадо Антонио Гарай, опознавший его по фотографии.
Однако привлечь Регаладо к судебной ответственности не удалось:

Проблема в том, что судебную систему полностью контролирует ARENA, блокируя расследование и отправление правосудия.

Хосе Антонио Моралес Эрлих

С другой стороны, следственные и судебные органы действительно посчитали показания Гарая недостаточно убедительными. Сделанное им опознание не представлялось вполне достоверным.

## Судебно-следственный «фарс»
После смерти Роберто д’Обюссона в 1992 Эктор Антонио Регаладо, опасаясь уголовной ответственности, снова перебрался в Гватемалу. При этом он остался членом ARENA. Временами выступает с политическими заявлениями крайне правого характера.
Начиная с середины 1990-х сальвадорские судебные инстанции неоднократно пытались привлечь Регаладо к ответственности за убийство архиепископа Ромеро. Однако эти попытки оказывались безрезультатными — обычно по формальным основаниям. Специальная Комиссия по установлению истины сочла «не убедительными» свидетельства о роли Регаладо в убийстве. Этому способствовал перенос основного внимания на других обвиняемых — Альваро Рафаэля Саравию (подчинённый Регаладо), признанного виновным в американском суде, и Марино Самайоа Акосту (сержант Национальной гвардии), которого Марио Молина (сын бывшего президента Артуро Армандо Молины) назвал непосредственным убийцей архиепископа. Кроме того, внешность высокого бородатого киллера, опознанного водителем Гараем, по ряду оценок не совпадает с низкорослым горбатым Регаладо.
Летом 2013 Эктор Антонио Регаладо подал иск против германской телерадиокомпании Deutsche Welle, в одной из передач которой он был причислен к убийцам архиепископа Ромеро. Регаладо требует опровержения на том основании, что никогда не был осуждён по такому обвинению. Правозащитные и левые авторы характеризовали общую ситуацию с расследованием как «фарс». Сам Регаладо продолжает отвергать обвинения, хотя, по ряду свидетельств, в 1980 году даже афишировал своё участие в убийстве Ромеро.

## Форма и содержание
Люди, знающие Эктора Антонио Регаладо, отмечают резкий контраст между его внешним имиджем (мягкий голос, вежливые манеры) и внутренней сущностью:

Этот добродушный человек способен выстрелить между глаз и плюнуть на труп.